# José María Figueres Olsen
José María Figueres Olsen (São José, 24 de dezembro de 1954) é um engenheiro industrial, administrador público e político da Costa Rica. Foi presidente de seu país de 1994 a 1998.